# Nothovernonia purpurea
Espèce
Synonymes
- Baccharodes purpureum Kuntze[2]
- Cacalia inulifolia Kuntze[2]
- Centrapalus purpureus (Sch.Bip. ex Walp.) H.Rob.[2]
- Vernonia duemmeri S.Moore[2]
- Vernonia inulaefolia Steud. ex Walp.[2]
- Vernonia jaceoides A.Rich.[2]
- Vernonia keniensis R.E.Fr.[2]
- Vernonia pascuosa S.Moore[2]
- Vernonia rigorata S.Moore[2]
- Vernonia scabrida C.H.Wright[2]

Nothovernonia purpurea est une espèce de plantes à fleurs de la famille des Asteraceae et du genre Vernonia présente en Afrique tropicale. Elle s'appelait Vernonia purpurea et a été renommée Nothovernonia purpurea en 2011.

## Description
C'est une plante vivace dressée, à souche ligneuse, dont la hauteur est comprise entre 30 cm et 2 m de hauteur. Sa corolle est pourpre ou mauve.

## Distribution
L'espèce est présente en Afrique tropicale et également en Afrique du Sud.

## Habitat
On la rencontre dans la savane, les forêts claires, au bord des routes.

## Liste des variétés
Selon Tropicos (22 juin 2020) (Attention liste brute contenant possiblement des synonymes) :
- variété Vernonia purpurea var. purpurea
- variété Vernonia purpurea var. schnellii C.D. Adams